# Acanthocerodes martini
Acanthocerodes martini är en skalbaggsart som beskrevs av Renaud Maurice Adrien Paulian 1992. Acanthocerodes martini ingår i släktet Acanthocerodes och familjen Hybosoridae. Inga underarter finns listade i Catalogue of Life.